# Івакура Томомі
Іваку́ра Томо́мі (яп. 岩倉具視, いわくらともみ; 26 жовтня 1825 — 20 липня 1883) — японський політичний і державний діяч, аристократ, дипломат кінця періоду Едо- періоду Мейджі. Один із провідників реставрації Мейджі. Міністр закордонних справ (29 серпня 1871 — 15 грудня 1871), правий міністр і посол Японії в США і країнах Європи (1871—1873). Кавалер Ордену Хризантеми. Герцог. Псевдонім — Тайґаку.

## Біографія

### Молоді роки
Народився 26 жовтня 1825 в Кіото, в родині аристократа. Він був другим сином Хорікави Ясутіки, що обіймав посаду тимчасового середнього радника при Імператорському дворі. Зовнішній вигляд і поведінка хлопця сильно відрізнялися від дітей інших аристократів, за що Томомі отримав прізвисько «Неотеса» (Івакіті). 1838 року батько віддав його як названого сина до аристократичного роду Івакура, який виховав підлітка своїм спадкоємцем.
1853, завдяки дослідженням японської поезії, Томомі зблизився із кампаку Такацукасою Масаміті, що сприяв його кар'єрному росту при дворі.
У квітні 1854 молодий аристократ отримав посаду прислужника Імператора Комея і 4-й молодший ранг. Томомі поступово увійшов в довіру до монарха і став одним із лідерів столичної аристократичної молоді. Він також перетворився на одного з палацових провідників громадського руху «Шануймо Імператора, геть варварів!», який критикував сьоґунат Токуґава, вимагав реставрації прямого Імператорського правління та наполягав на негайному вигнанні усіх іноземців з країни.
1858 до Імператорського двору прибув старійшина сьоґунату Хотта Масайосі з проханням надати монарший дозвіл на підписання японсько-американського договору про дружбу і торгівлю. Томомі, разом з аристократами-однодумцями, виступив проти надання такого дозволу, розуміючи, що сьоґунат хоче перекласти відповідальність за прийняття непопулярного політичного рішення на Імператора. Спільно із Охарою Сіґетомі, Івакура склав доповідну записку монарху «План вічної оборони божественної країни», в якій закликав до реформування і збільшення збройних сил країни задля організації опору іноземцям. Завдяки старанням столичних аристократів Імператор відмовся надати дозвіл сьоґунату.
1860, після вбивства старійшини Ії Наосуке, в середовищі політиків сьоґунату і двору набула популярності ідея співпраці обох владних інститутів. Томомі підтримав цю ідею, полишив стан радикальних опозиціонерів і взяв участь з боку Імператорського двору у переговорах щодо одруження принцеси Кадзу із сьоґуном Токуґавою Іємоті. Через це колишні соратники аристократа з радикального табору почали наступ на нього, вимагаючи від Імператора покарати його як одного з «чотирьох злодіїв» при дворі, відповідальних за політично-соціальну кризу в країні.
У 1862, під тиском опонентів, Томомі був змушений скласти усі свої ранги й посади, прийняти чернечий постриг і буддистське ім'я Юдзан. Він покинув столицю і усамітнився в селі Івакура на півночі Кіото.
Попри те, що Томомі відсторонили від активного політичного життя, він продовжував спостерігати за подіями в країні. Аристократ вдруге зневірився у сьоґунаті й у 1866 склав доповідні записки Імператору «Крик комахи в траві» і «План об'єднання країни», в яких пропонував створити новий всеяпонський централізований уряд на базі Імператорського двору. Наступного року він відновив свої контакти із лідерами радикального руху з Сацума-хану і Тьосю-хану, і допоміг їм отримати від Імператора таємний указ про повалення сьоґунату.

### Реставрація Мейджі

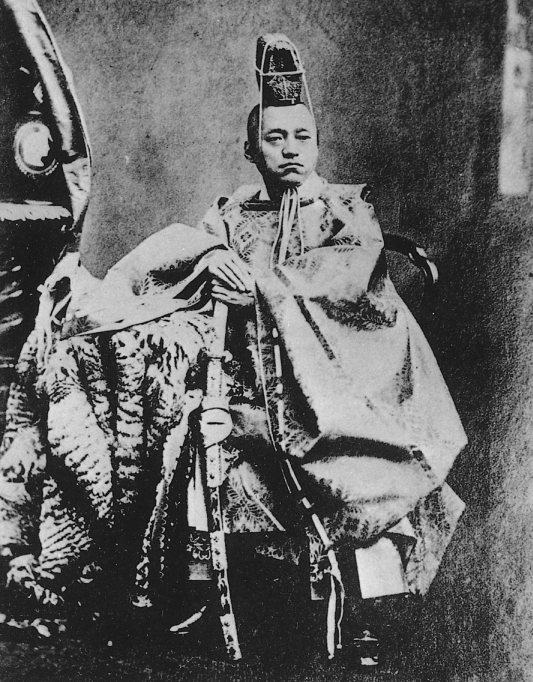
Івакура Томомі в традиційному японському одязі аристократа

Наприкінці 1867 року Томомі повернувся до Імператорського двору за дозволом юного Імператора Мейджі. Разом із представниками радикальної опозиції опальний аристократ спланував захоплення влади й ліквідацію сьоґунату. 3 січня 1869 року за ініціативи Томомі було видано Імператорський указ про відновлення Імператорської влади, що скасовував сьоґунат і проголошував початок реставрації Мейджі. Сформувався новий Імператорський уряд, в якому радикали зайняли усі посади. Колишній вигнанець увійшов до складу нового Імператорського уряду як молодший радник.
Завдяки своїм організаторським здібностям і політичному хисту, Томомі швидко пробився на вершину владної піраміди. 10 лютого він став старшим радником, а з 25 лютого зайняв крісло віце-голови уряду в парі з Сандзьо Санетомі. Одночасно з цим Томомі обіймав посади голови Рахункової канцелярії й Канцелярії армії та флоту. В червні 1869 року, у зв'язку з реформою державного апарату, він став головою Виконавчої і Законодавчої рад, а в серпні 1869 року був призначений найстаршим Імператорським радником. В серпні 1871 року, після ліквідації ханів і заснування префектур, Томомі зайняв пост голови міністерства закордонних справ, а через три місяці — посаду правого міністра Імператорського уряду.

Посольство Івакури. Зліва на право: Кідо Такайосі, Ямаґуті Наойосі, Івакура Томомі, Іто Хіробумі, Окубо Тосіміті

23 грудня 1871 Імператор відправив Томомі надзвичайним і повноважним послом до Америки та Європи з метою перегляду нерівноправних договорів, укладених із Японією 1858 року. Японське посольство провело два роки за кордон і відвідало 12 країн: США, Британію, Францію, Бельгію, Голландію, Німеччину, Росію, Данію, Швецію, Італію, Австрію і Швейцарію. Подорож справила шок на посла та його супровід і засвідчила технічну, економічну і військову відсталість Японії від Заходу. Хоча добитися перегляду договорів не вдалося, японська делегація переконалася в необхідності проведення тотальної та негайної вестернізації японського суспільства. Томомі розпочав її з себе, змінивши японське кімоно на західний костюм і зрізавши пучок волосся на голові, що символізував його душу.
13 вересня 1873 посольство повернулося до Японії, де в цей час велися урядові дебати про завоювання Кореї. Томомі і його команда виступили проти агресивних планів групи Сайґо Такаморі, наполягаючи на пріоритетності внутрішньої політики над зовнішньою. Дебати закінчилися поразкою і відставкою з уряду прибічників завоювання Кореї. Це дало змогу Томомі і його спільнику Окубо Тосіміті зосередити використання державних ресурсів для реформування японської освіти, економіки та збройних сил.
14 січня 1874 на Томомі було скоєно замах. Дев'ятеро колишніх самураїв, невдоволених вестернізаційним курсом та відсутністю війни із Кореєю, напали на правого міністра в районі Акасака, поблизу тимчасового Імператорського палацу. Томомі вдалося врятуватися, зазнавши легкого поранення на обличчі та спині. Нападників стратили, але аристократ став менше з'являтися на людях.
Під час розростання громадського руху за волю і народні права, Томомі продовжував побудову нової централізованої держави на чолі з Імператором. Він сприяв наповненню Імператорської скарбниці та долучився до створення японської залізниці.
19 квітня 1876 року Томомі став головою Асамблеї титулованої знаті й залишався на цій посаді до 1882 року. Паралельно з цим, 1878 року, він обіймав посаду голови відомства цензорів в Міністерстві Імператорського двору. 1881 року, спільно з Іноуе Каору, Томомі склав доповідну записку «Основні принципи», в якій виклав своє бачення майбутнього основного закону країни, що згодом знайшов втілення в Імперській конституції. Протягом другої половини 1870-х — початку 1880-х років він залишався одним з найвпливовіших політиків Японії разом із Сандзьо Санетомі й Окубо Тосіміті.
20 липня 1883 59-річний Івакура Томомі помер в Токіо. Його урочисто поховали за державний кошт. Через два роки покійному аристократу присвоїли посмертно 1-й старший ранг, найвищий в чиновницькій ієрархії Японії.